# 洛特河畔拉菲特
洛特河畔拉菲特（法語：Lafitte-sur-Lot，法語發音：[lafit syʁ lɔt]）是法国洛特-加龙省的一个市镇，属于马尔芒德区。

## 地理
洛特河畔拉菲特（44°21'6"N, 0°25'53"E）面积15.99 平方千米，位于法国新阿基坦大区洛特-加龍省，该省份为法国西南部内陆省份，北起多爾多涅省，西接吉倫特省和朗德省，南至热尔省，东临塔恩-加龙省和洛特省。
与洛特河畔拉菲特接壤的市镇（或旧市镇、城区）包括：布朗、洛特河畔卡斯泰尔莫龙、克莱拉克、洛特河畔格朗日、拉塞佩德、拉帕拉德、圣萨尔多斯。

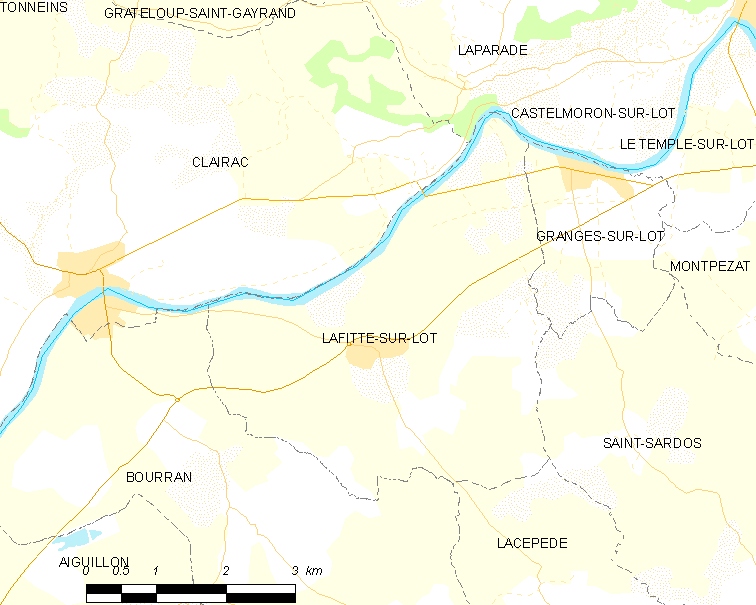
洛特河畔拉菲特的OSM定位图

洛特河畔拉菲特的时区为UTC+01:00、UTC+02:00（夏令时）。

## 行政
洛特河畔拉菲特的邮政编码为47320，INSEE市镇编码为47127。

## 政治
洛特河畔拉菲特所属的省级选区为托南斯县。

## 人口

1962-2008年间洛特河畔拉菲特人口变化图示

洛特河畔拉菲特于2022年1月1日时的人口数量为814人。